# Гірдкух

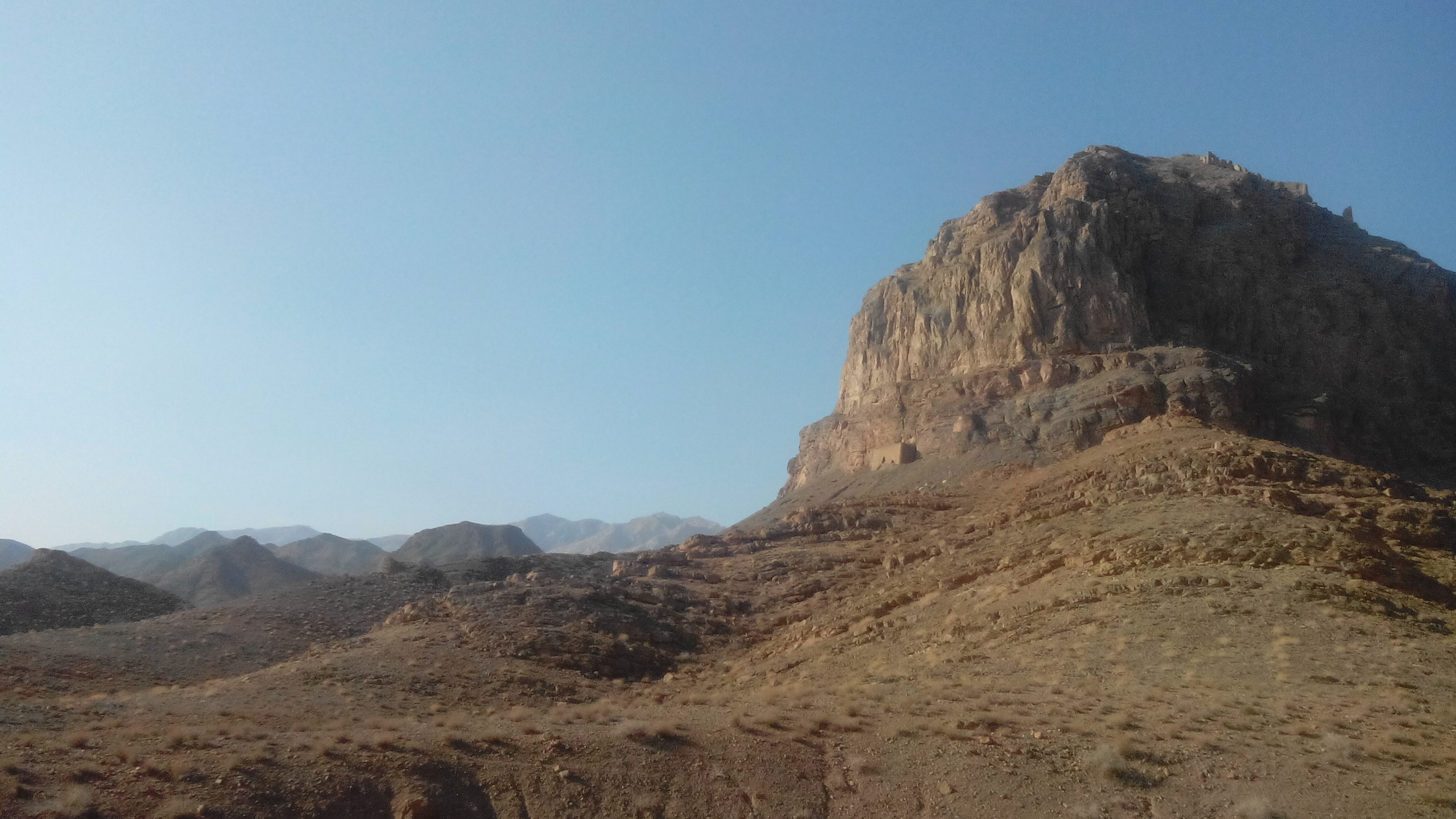
Гірдкух

Гірдкух —  стародавня фортеця Ірану, що уславилася надзвичайно довгим (1253-1270) і героїчним спротивом монголам під час навали останніх на Близький і Середній Схід.